# Hřbitov u svatého Rocha (Březnice)
Hřbitov u svatého Rocha v Březnici je bývalý hlavní městský hřbitov na okraji historického centra města Březnice, v ulici Blatenská. Bývá nazýván podle barokního kostela svatého Rocha.

## Historie

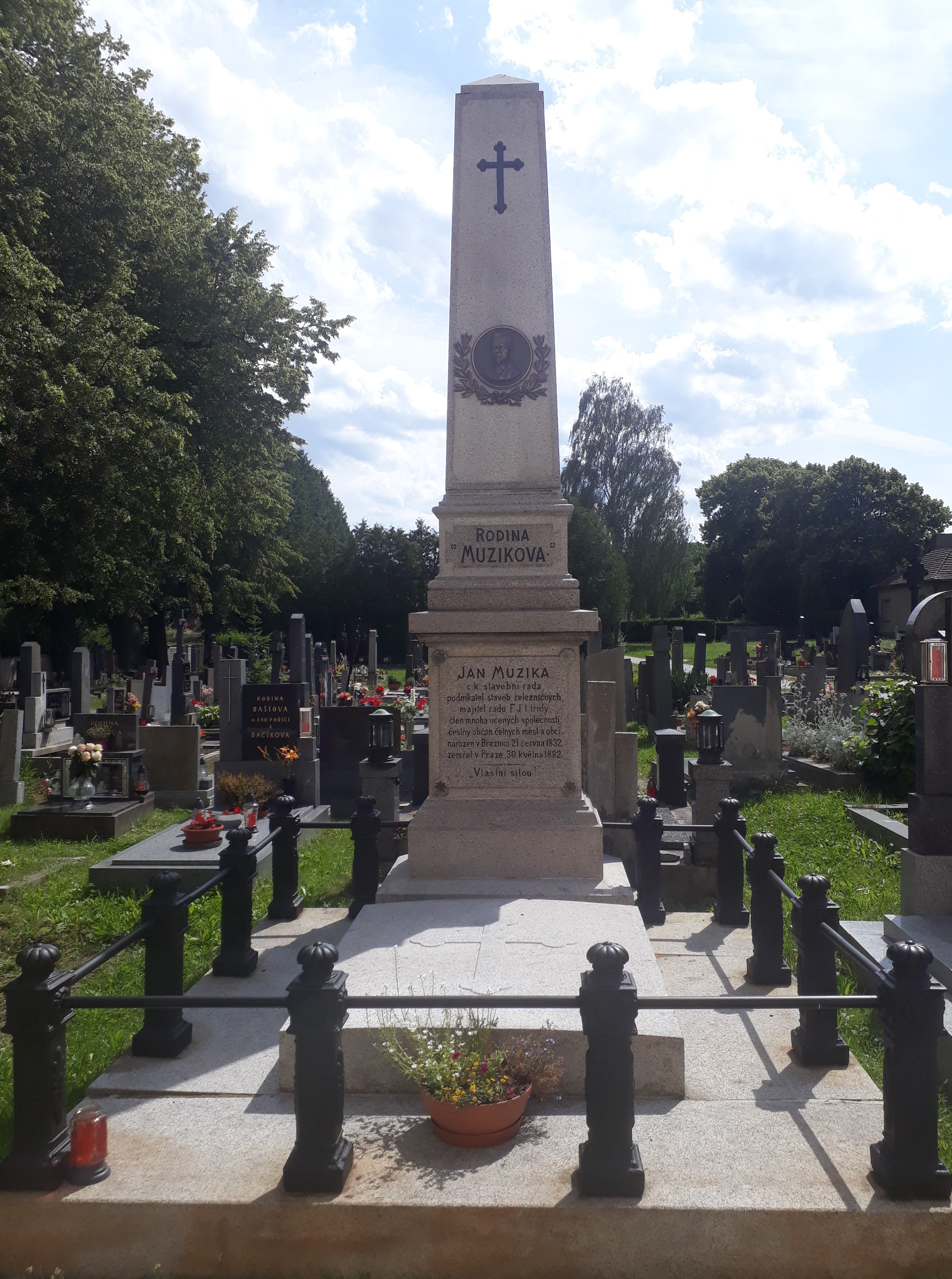
Hrobka Jana Muziky a jeho rodiny při kostelu sv. Rocha

### Vznik
Hřbitov byl zřízen roku 1640, v letech 1643 až 1649 byl postavený barokní hřbitovní kostel svatého Rocha podle návrhu v Březnici působícího italského stavitele Carla Luraga. Židé z Březnice a okolí byli pohřbíváni na městském židovském hřbitově.

### Po roce 1945
S odchodem téměř veškerého německého obyvatelstva města v rámci odsunu sudetských Němců z Československa ve druhé polovině 40. let 20. století zůstala řada hrobů německých rodin opuštěna a bez údržby, byl zde též vztyčen památník obětem a padlým v druhé světové válce. 
Hřbitov byl v následujících letech nadále rozšiřován západním směrem. V Březnici se nenachází krematorium, ostatky zemřelých jsou zpopelňovány povětšinou v krematoriu v Blatné.

## Osobnosti pohřbené na tomto hřbitově

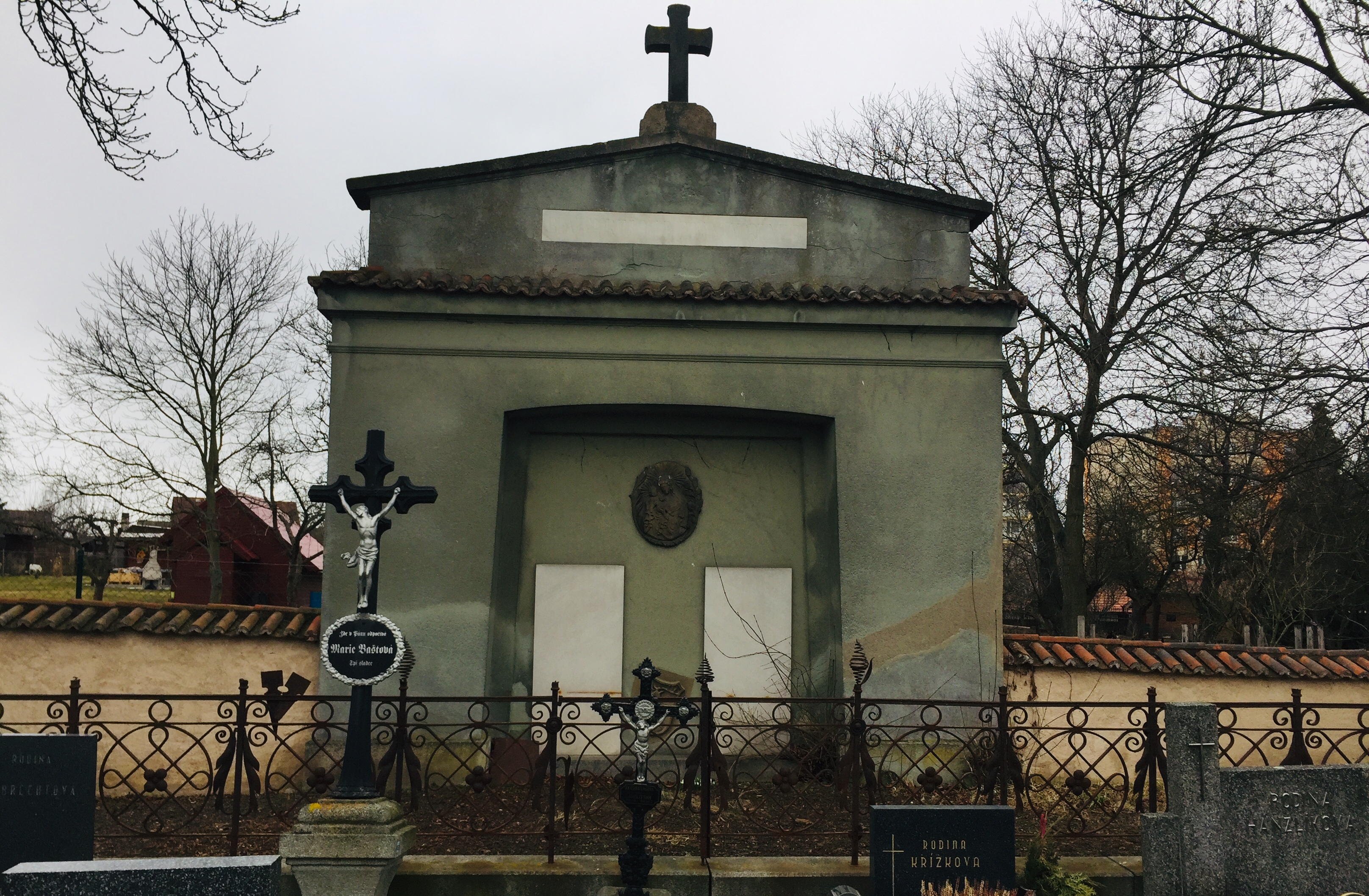
Hrobka rodu Pálffyů

- Josef Podstatný (1841–1904) – učitel a spisovatel, ředitel gymnázia v Mladé Boleslavi
- Ing. Jan Muzika (1832–1882) – železniční stavitel a podnikatel
- Arnoštka Kriegerová-Kopecká (1842–1914) – loutkoherečka, vnučka Matěje Kopeckého
- Libor Kodl (?–1873) – galerista
- Jan Gallik (†1834) – dráteník původem z Trenčínska, předloha jedné z postav Boženy Němcové
- Ing. Josef Stocký (1890–1938) – stavitel, vodohospodář
- Václav Fürst (1873–1940) – keramik (autor náhrobku vlastní rodiny)
- Cyril Hošek (1863–1927) – starosta města
- PhMr. Jan Gotthard (1840–1911) – lékárník a mecenáš
- Hrobka rodiny Kolowratů – roku 1833 ostatky přeneseny do hrobky v Blovicích
- Hrobka rodu Pálffyů – rodina majitelů místního panství původem z Uher